# Premis ATV 2001
Els IV Premis ATV corresponents a 2001 foren entregats per l'Acadèmia de les Ciències i les Arts de Televisió d'Espanya el 26 d'abril de 2002 en una gala celebrada al Palacio de Congresos (Campo de las Naciones) i retransmesa per TVE. Fou presentada per Ramón García, Ana Obregón i Anabel Alonso. Hi actuaren, entre d'altres, Manu Tenorio, el grup Tess, Marta Sánchez, Manzanita, Nina (cantant), David Civera i Antonio Hidalgo.

## Guardonats
| Categoria                                      | Programa                                                    | Persona                                | Resultat   |
| ---------------------------------------------- | ----------------------------------------------------------- | -------------------------------------- | ---------- |
| Interpretació Masculina                        | Padre coraje                                                | Juan Diego                             | Guanyador  |
| Interpretació Masculina                        | Cuéntame cómo pasó i Severo Ochoa: La conquista de un Nobel | Imanol Arias                           | Nominat    |
| Interpretació Masculina                        | Policías, en el corazón de la calle                         | Josep Maria Pou                        | Nominat    |
| Interpretació Femenina                         | Cuéntame cómo pasó                                          | María Galiana                          | Guanyadora |
| Interpretació Femenina                         | Cuéntame cómo pasó i Severo Ochoa: La conquista de un Nobel | Ana Duato                              | Nominada   |
| Interpretació Femenina                         | Las amargas lágrimas de Petra Von Kant                      | Rosa Maria Sardà                       | Nominada   |
| Comunicador de Programes d'Entreteniment       | Caiga quien caiga                                           | El Gran Wyoming                        | Guanyador  |
| Comunicador de Programes Informatiuis          | Antena 3 Noticias                                           | Matías Prats                           | Guanyador  |
| Programa de Ficció                             | Cuéntame cómo pasó                                          | Cuéntame cómo pasó                     | Guanyador  |
| Programa de Ficció                             | 7 Vidas                                                     | 7 Vidas                                | Nominat    |
| Programa d'Entreteniment: Magazine, talk show  | La Noche con Fuentes y Cía                                  | La Noche con Fuentes y Cía             | Guanyador  |
| Programa d'Entreteniment: Varietats, concursos | Operación Triunfo                                           | Operación Triunfo                      | Guanyador  |
| Programa Informatiu                            | La 2 Noticias                                               | La 2 Noticias                          | Guanyador  |
| Programa Infantil                              | El conciertazo                                              | El conciertazo                         | Guanyador  |
| Programa Divulgatiu                            | Al filo de lo imposible                                     | Al filo de lo imposible                | Guanyador  |
| Programa Esportiu                              | El día después                                              | El día después                         | Guanyador  |
| Programa autonòmic                             | Madrid directo                                              | Madrid directo                         | Guanyador  |
| TV Movie                                       | Otra ciudad                                                 | Otra ciudad                            | Guanyador  |
| Direcció                                       | Cuéntame cómo pasó                                          | Cuéntame cómo pasó                     | Guanyador  |
| Direcció                                       | Operación Triunfo                                           | Operación Triunfo                      | Guanyador  |
| Direcció                                       | Días de cine                                                | Días de cine                           | Nominat    |
| Realització                                    | Operación Triunfo                                           | Operación Triunfo                      | Guanyador  |
| Producció                                      | Operación Triunfo                                           | Operación Triunfo                      | Guanyador  |
| Guió                                           | Cuéntame cómo pasó                                          | Cuéntame cómo pasó                     | Guanyador  |
| Direcció Artística                             | Cuéntame cómo pasó                                          | Cuéntame cómo pasó                     | Guanyador  |
| Fotografia                                     | Al filo de lo imposible                                     | Al filo de lo imposible                | Guanyador  |
| Música Original                                | Padre coraje                                                | Padre coraje                           | Guanyador  |
| Música Original                                | Cuéntame cómo pasó                                          | Cuéntame cómo pasó                     | Guanyador  |
| Música Original                                | Las amargas lágrimas de Petra Von Kant                      | Las amargas lágrimas de Petra Von Kant | Nominat    |
| Canal Temàtic                                  | CNN+                                                        | CNN+                                   | Guanyador  |
| Premi Especial a tota una vida                 | Narciso Ibáñez Serrador                                     | Narciso Ibáñez Serrador                | Guanyador  |